# Chris Warren (baloncestista de 1988)
Chris Warren (Orlando, Florida, 22 de octubre de 1988) es un jugador de baloncesto estadounidense que pertenece a la plantilla del Çağdaş Bodrumspor de la BSL turca. Con 1,78 metros de estatura, juega en la posición de base.

## Trayectoria deportiva
Es un pequeño base formado en Ole Miss Rebels y tras no ser drafteado en 2011, dio el salto al baloncesto australiano, en concreto al Adelaide 36ers en el que jugaría una temporada.
En 2012, llegó a Europa a las filas del Nanterre 92 con el que consiguió la LNB Pro A en la temporada 2012-13. Después tendría dos experiencias en Turquía y, entremedias, jugaría unos meses en el AEK Atenas B.C., en el que no terminaría la temporada 2015-16, para volver a jugar en Turquía.
En verano de 2016, vuelve al Nanterre 92.
En la temporada 2021-22, firma por el Orléans Loiret Basket de la LNB Pro A.